# William L. Hungate
William Leonard Hungate, född 14 december 1922 i Benton i Illinois, död 22 juni 2007 i Chesterfield i Missouri, var en amerikansk jurist och politiker (demokrat). Han var ledamot av USA:s representanthus 1964–1977.
Hungate studerade vid Central Methodist College, University of Michigan, University of Missouri och Harvard Law School. Han deltog i andra världskriget och dekorerades bland annat med Combat Infantryman Badge och Bronze Star. År 1948 inledde han sin karriär som advokat i Missouri. Han var åklagare i Lincoln County 1951–1956.
Hungate fyllnadsvaldes till representanthuset efter att Clarence Cannon avled i ämbetet år 1964. År 1977 efterträddes Hungate som kongressledamot av Harold Volkmer.
Mellan 1979 och 1991 tjänstgjorde Hungate som domare i en federal domstol. Han var far till musikern David Hungate.